# Mario Genta
Mario Genta (* 1. März 1912 in Turin; † 9. Januar 1993 in Genua) war ein italienischer Fußballspieler und -trainer.
Während seiner aktiven Laufbahn spielte Genta defensiven Mittelfeld, 1938 wurde er mit Italien Fußball-Weltmeister.

## Karriere
Mario Genta begann seine Profikarriere in seiner Heimatstadt bei Juventus Turin, wo er am 18. Juni 1933 bei der 2:3-Niederlage beim CFC Genua sein Serie-A-Debüt gab. 1933/34 stand er zwar im Kader der Juve, absolvierte aber kein offizielles Spiel. Dennoch feierte er mit dem Klub in beiden Spielzeiten den Gewinn der italienischen Meisterschaft.
Nach einer Spielzeit bei der AC Pavia in der Serie B wechselte Genta zur Saison 1935/36 zu CFC Genua, wo er bis 1946 unter Vertrag stand und Leistungsträger war. Bereits in seiner ersten Spielzeit gewann der Turiner mit diesem Klub die Coppa Italia.
Obwohl er vorher nie ein Länderspiel bestritten hatte, wurde Mario Genta von Nationaltrainer Vittorio Pozzo 1938 in den Kader der italienischen Nationalmannschaft für die Weltmeisterschaft in Frankreich berufen. Er absolvierte bei diesem Turnier zwar kein Spiel, feierte aber trotzdem den Gewinn des WM-Titels. Sein Debüt in der Squadra Azzurra gab Genta erst am 26. März 1939 beim 3:2-Sieg in Florenz gegen Deutschland; danach folgte nur noch ein weiteres Länderspiel.
1946 verließ Mario Genta Genua in Richtung AC Prato, für die er bis 1950 in Serie B und C spielte.
Nach seiner Spielerlaufbahn arbeitete Genta als Trainer u. a. bei der AC Parma, dem CFC Genua, der US Grosseto und Lazio Rom.

## Erfolge
- Italienische Meisterschaft: 1932/33, 1933/34 (mit Juventus Turin)
- Coppa Italia: 1935/36 (mit dem CFC Genua)
- Weltmeister: 1938